# Браян Енгблом
Браян Енгблом (англ. Brian Engblom, нар. 27 січня 1955, Вінніпег) — колишній канадський хокеїст, що грав на позиції захисника. Грав за збірну команду Канади.
Володар Кубка Стенлі. Провів понад 700 матчів у Національній хокейній лізі. 

## Ігрова кар'єра
Хокейну кар'єру розпочав 1972 року виступами за команду «Вінніпег Монархс».
1975 року був обраний на драфті НХЛ під 22-м загальним номером командою «Монреаль Канадієнс». 
Протягом професійної клубної ігрової кар'єри, що тривала 13 років, захищав кольори команд «Монреаль Канадієнс», «Вашингтон Кепіталс», «Лос-Анджелес Кінгс», «Баффало Сейбрс» та «Калгарі Флеймс».
Загалом провів 707 матчів у НХЛ, включаючи 48 ігор плей-оф Кубка Стенлі.
Виступав за збірну Канади.

## Нагороди та досягнення
- Володар Кубка Стенлі в складі «Монреаль Канадієнс» — 1977, 1978, 1979.
- Нагорода Плюс-Мінус — 1981.
- Друга команда всіх зірок НХЛ — 1982.

## Робота на телебаченні
Після завершення кар'єри гравця працював коментатором на ESPN.

## Статистика
| Сезон        | Клуб                          | Ліга         | Регулярна першість | Регулярна першість | Регулярна першість | Регулярна першість | Регулярна першість | Плей-оф | Плей-оф | Плей-оф | Плей-оф | Плей-оф |
| Сезон        | Клуб                          | Ліга         | І                  | Г                  | П                  | О                  | ШХ                 | І       | Г       | П       | О       | ШХ      |
| ------------ | ----------------------------- | ------------ | ------------------ | ------------------ | ------------------ | ------------------ | ------------------ | ------- | ------- | ------- | ------- | ------- |
| 1972–73      | «Вінніпег Монархс»            | МЮХЛ         | 48                 | 17                 | 46                 | 63                 | —                  | —       | —       | —       | —       | —       |
| 1973–74      | Університет Вісконсин-Медісон | ХАЗК         | 36                 | 10                 | 21                 | 31                 | 54                 | —       | —       | —       | —       | —       |
| 1974–75      | Університет Вісконсин-Медісон | ХАЗК         | 38                 | 13                 | 23                 | 36                 | 58                 | —       | —       | —       | —       | —       |
| 1975–76      | «Нова Шотландія Вояжерс»      | АХЛ          | 73                 | 4                  | 34                 | 38                 | 79                 | 9       | 1       | 7       | 8       | 26      |
| 1976–77      | «Нова Шотландія Вояжерс»      | АХЛ          | 80                 | 8                  | 42                 | 50                 | 89                 | 11      | 3       | 10      | 13      | 10      |
| 1976–77      | «Монреаль Канадієнс»          | НХЛ          | —                  | —                  | —                  | —                  | —                  | 2       | 0       | 0       | 0       | 2       |
| 1977–78      | «Монреаль Канадієнс»          | НХЛ          | 28                 | 1                  | 2                  | 3                  | 23                 | 5       | 0       | 0       | 0       | 2       |
| 1978–79      | «Монреаль Канадієнс»          | НХЛ          | 62                 | 3                  | 11                 | 14                 | 60                 | 16      | 0       | 1       | 1       | 11      |
| 1979–80      | «Монреаль Канадієнс»          | НХЛ          | 70                 | 3                  | 20                 | 23                 | 43                 | 10      | 2       | 4       | 6       | 6       |
| 1980–81      | «Монреаль Канадієнс»          | НХЛ          | 80                 | 3                  | 25                 | 28                 | 96                 | 3       | 1       | 0       | 1       | 4       |
| 1981–82      | «Монреаль Канадієнс»          | НХЛ          | 76                 | 4                  | 29                 | 33                 | 76                 | 5       | 0       | 2       | 2       | 14      |
| 1982–83      | «Вашингтон Кепіталс»          | НХЛ          | 73                 | 5                  | 22                 | 27                 | 59                 | 4       | 0       | 2       | 2       | 2       |
| 1983–84      | «Вашингтон Кепіталс»          | НХЛ          | 6                  | 0                  | 1                  | 1                  | 8                  | —       | —       | —       | —       | —       |
| 1983–84      | «Лос-Анджелес Кінгс»          | НХЛ          | 74                 | 2                  | 27                 | 29                 | 59                 | —       | —       | —       | —       | —       |
| 1984–85      | «Лос-Анджелес Кінгс»          | НХЛ          | 79                 | 4                  | 19                 | 23                 | 70                 | 3       | 0       | 0       | 0       | 2       |
| 1985–86      | «Лос-Анджелес Кінгс»          | НХЛ          | 49                 | 3                  | 13                 | 16                 | 61                 | —       | —       | —       | —       | —       |
| 1985–86      | «Баффало Сейбрс»              | НХЛ          | 30                 | 1                  | 4                  | 5                  | 16                 | —       | —       | —       | —       | —       |
| 1986–87      | «Калгарі Флеймс»              | НХЛ          | 32                 | 0                  | 4                  | 4                  | 28                 | —       | —       | —       | —       | —       |
| Усього в НХЛ | Усього в НХЛ                  | Усього в НХЛ | 659                | 29                 | 177                | 206                | 599                | 48      | 3       | 9       | 12      | 43      |